# Anathallis tigridens
Anathallis tigridens es una especie de orquídea epífita originaria de Brasil donde se encuentra en la mata atlántica.

## Taxonomía
Anathallis tigridens fue descrito por (Loefgr.) Luer & Toscano y publicado en Monographs in systematic botany from the Missouri Botanical Garden 115: 260. 2009.
Sinonimia
- Panmorphia tigridens (Loefgr.) Luer
- Pleurothallis tigridens Loefgr.
- Specklinia tigridens (Loefgr.) Luer[2][4][5]